# Horst Sagert
Horst Sagert (* 13. Oktober 1934 in Dramburg, Pommern; † 8. Mai 2014 in Berlin) war ein deutscher Theaterregisseur, Bühnen- und Kostümbildner und Medailleur.

## Leben und Wirken
Sagert studierte von 1953 bis 1958 bei Heinrich Kilger an der Hochschule für Bildende und Angewandte Kunst Berlin und schloss sein Studium mit dem Diplom als Bühnenbildner ab. Anschließend hatte er bis 1960 an der Hochschule eine Aspirantur. Von 1960 bis 1963 arbeitete er als freischaffender Maler, Illustrator und Bühnenbildner. Von 1963 bis 1967 war er am Deutschen Theater Berlin als Regisseur und Bühnenbildner tätig. Zwischen 1966 und 1970 war Sagert bei zahlreichen Inszenierungen am Deutschen Theater und am Schauspielhaus Zürich verantwortlich für Bühne und Kostüm. Er stattete z. B. die Inszenierungen von Bertolt Brechts Turandot oder Der Kongreß der Weißwäscher, Federico García Lorcas Dona Rosita bleibt ledig und den legendären Der Drache von Jewgeni Lwowitsch Schwarz in der Regie von Benno Besson aus. Er arbeitete auch für die Berliner Staatsoper Unter den Linden und das Arbeitertheater Schwedt.
Bei der Inszenierung von Johann Wolfgang von Goethes Urfaust am Berliner Ensemble und beim Edinburgh Festival übernahm Sagert 1984 die Verantwortung für Kostüm und Regie und entwarf 1986 das Bühnenbild für Peter Zadeks Inszenierung von Der Widerspenstigen Zähmung von William Shakespeare an der Freien Volksbühne Berlin. Seit 1989 arbeitete er freischaffend als Maler, Grafiker und Plastiker und zog sich weitestgehend aus der Theaterwelt zurück.
Sagert hatte in der DDR und im Ausland eine bedeutende Zahl von Einzelausstellungen und Ausstellungsbeteiligungen, u. a. 1967/1968 an der VI. Deutschen Kunstausstellung und von 1977 bis 1988 an der VIII. bis X. Kunstausstellung der DDR in Dresden.

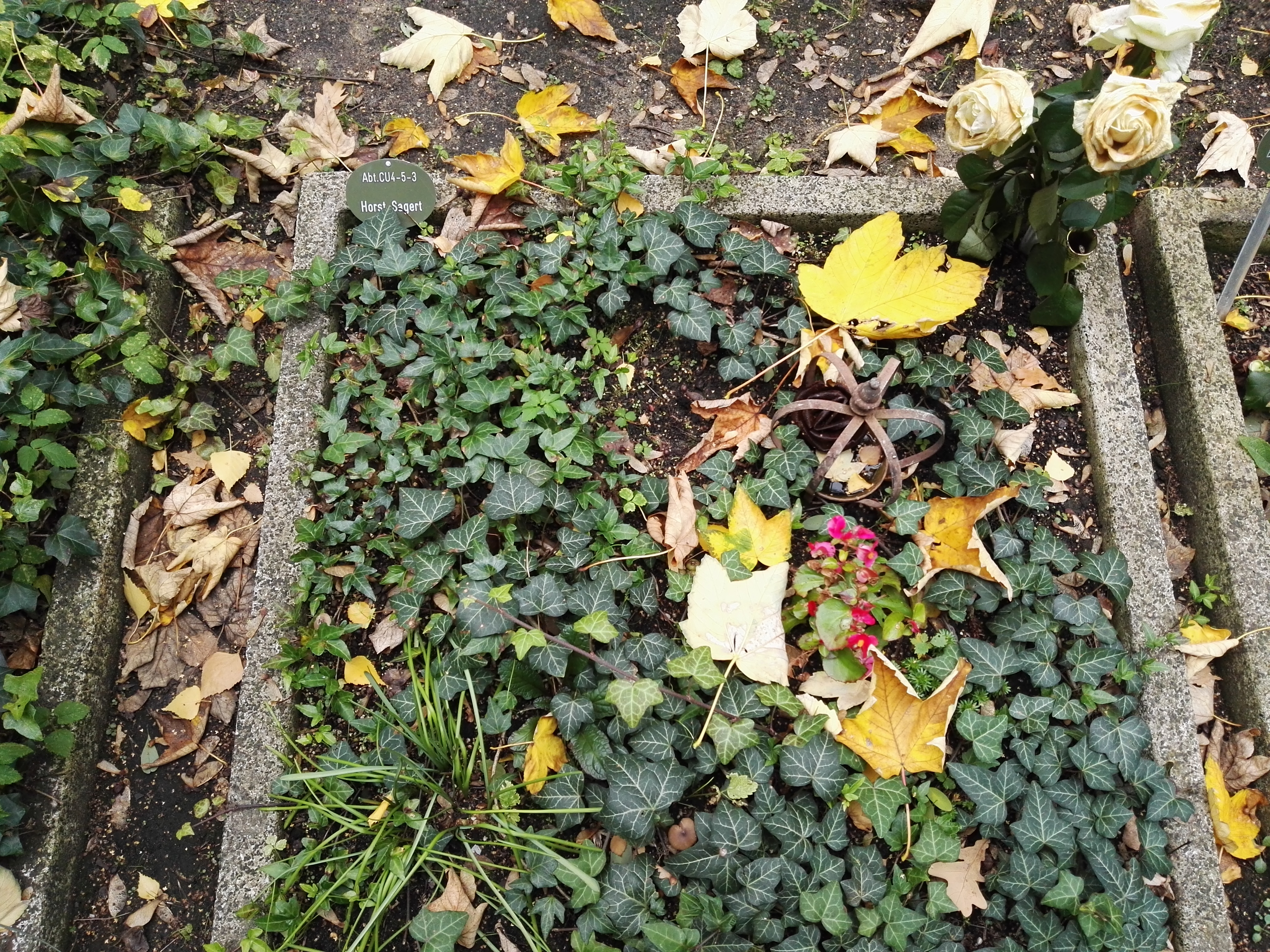
Grabstätte

Er ist auf dem Friedhof der Dorotheenstädtischen und Friedrichswerderschen Gemeinden in Berlin-Mitte bestattet.

## Ehrungen
- 1971: Hauptpreis der Prager Quadriennale des Bühnenbilds
- 1971: Erster Preis der Biennale von Venedig
- 1979: Goldene Medaille der Prager Quadriennale zur Weltausstellung des Bühnenbildes
- 1998: Berliner Kunstpreis